# Davíð Viðarsson
Davíð Þór Viðarsson (Reykjavík, 24 aprile 1984) è un ex calciatore islandese, di ruolo centrocampista.

## Carriera

### Club
Viðarsson cominciò la carriera con la maglia dello FH Hafnarfjörður, per poi passare ai norvegesi del Lillestrøm. Debuttò nella Tippeligaen l'8 giugno 2002, quando sostituì Gylfi Einarsson nella sconfitta per 5-2 sul campo del Sogndal. Non diventò mai un titolare del club, così nel 2004 fece ritorno in patria, ancora allo FH Hafnarfjörður.
Giocò poi per i belgi del Lokeren, con la formula del prestito. Tornato allo FH Hafnarfjörður, vi rimase fino al 2010, quando si accordò con gli svedesi dello Öster, compagine di Superettan.

### Nazionale
Viðarsson conta 8 presenze per l'Islanda.

## Palmarès

### Club

#### Competizioni nazionali
- Campionato islandese: 7

Hafnarfjörðar: 2004, 2005, 2006, 2008, 2009, 2015, 2016
- Coppa d'Islanda: 1

Hafnarfjörðar: 2007
- Coppa di Lega islandese: 3

Hafnarfjörðar: 2002, 2004, 2014
- Supercoppa d'Islanda: 2

Hafnarfjörðar: 2007, 2013